# Солонер
Солоне́р (рос. Солонер, марій. Соланъер) — присілок у складі Оршанського району Марій Ел, Росія. Входить до складу Шулкинського сільського поселення.
Стара назва — Соленер.

## Населення
Населення — 18 осіб (2010; 28 у 2002).
Національний склад (станом на 2002 рік):
- росіяни — 93 %